# Кульбаева, Людмила Кубатиевна
Людмила Кубатиевна Кульбаева (3 июня 1942, Кашхатау, Кабардино-Балкарская АССР — декабрь 2010, Нальчик) — балкарская советская и российская певица, педагог, народная артистка РСФСР.

## Биография
Людмила Кубатиевна Кульбаева родилась 3 июня 1942 года в селе Советское (сейчас Кашхатау) Кабардино-Балкарской АССР. Её артистизм проявился в раннем детстве. Училась у известного балкарского актёра и певца Азнора Ульбашева, под руководством которого выступала в агиткультбригаде «Аркан» при районном Доме культуры Советского (Черекского) района.
В 1968 году окончила Саратовскую консерваторию и вернулась в Нальчик.
С 1968 года выступала в Кабардино-Балкарской государственной филармонии. В её репертуаре были народные песни разного жанра, пела как на балкарском языке, так и на других языках народов России. Много гастролировала по стране.
С 1994 года преподавала на кафедре вокального искусства Северо-Кавказского института искусств, профессор.
Умерла в декабре 2010 года на 68-м году жизни.

## Награды и премии
- Лауреат Всероссийского конкурса (1972).
- Лауреат Государственной премии Кабардино-Балкарской АССР (1981).
- Заслуженная артистка РСФСР (3.06.1980)[5].
- Народная артистка РСФСР (1985).